# Ponen
De ponen (Triglidae) zijn een familie van op de bodem levende zeevissen die ook wel knor- of zeehanen worden genoemd. FishBase en ITIS verschillen met elkaar van mening over de indeling van de geslachten en soorten van deze familie.

## Kenmerken
In tegenstelling tot de meeste vissen kunnen soorten uit deze familie geluid voortbrengen wanneer er gevaar dreigt. Het knorrende geluid wordt geproduceerd door de zwemblaas te laten trillen. Hieraan is ook de naam knorhaan te danken. Typerend voor de Triglidae zijn de in tastorganen veranderde borstvinnen, waarmee ze ook korte stukjes over de zeebodem kunnen lopen. De rugvin is gedeeld. Opvallend is ook de kopvorm en de grote, brede bekopening. De maximale lengte bedraagt 1 meter.

## Leefwijze
Ze voeden zich met vissen, kreeftjes en tweekleppigen.

## Verspreiding en leefgebied
Triglidae komen in alle zeeën voor en leven vooral op zanderige of weke grond, waarin ze met hun borstvinnen naar voedsel zoeken. Ze leven tot op een diepte van 300 meter.

## Culinair
Ponen worden vaak gebruikt in de keuken en staan bekend om hun vaste vlees, dat hen bijzonder geschikt maakt voor vissoep. De bekendste soort is de rode poon (Chelidonichthys lucernus). De smaak ervan wordt soms vergeleken met die van garnalen.

## Lijst van geslachten volgens FishBase
- Aspitrigla (geslacht wordt niet erkend door ITIS, leden plaatst zij onder Chelidonichthys)
- Bellator Jordan & Evermann, 1896
- Chelidonichthys Kaup, 1873
- Eutrigla Fraser-Brunner, 1938
- Lepidotrigla Günther, 1860
- Prionotus Lacépède, 1801
- Pterygotrigla Waite, 1899
- Trigla Linnaeus, 1758
- Trigloporus Smith, 1934

## Lijst van geslachten volgens ITIS
- Geslacht Bellator Jordan & Evermann, 1896
- Geslacht Bovitrigla Fowler, 1938 (geslacht wordt door FishBase niet erkend en plaatst leden in geslacht Pterygotrigla)
- Geslacht Chelidonichthys Kaup, 1873
- Geslacht Eutrigla Fraser-Brunner, 1938
- Geslacht Gargariscus Smith, 1917 (door FishBase geplaatst onder familie Peristediidae)
- Geslacht Heminodus Smith, 1917 (door FishBase geplaatst onder familie Peristediidae)
- Geslacht Lepidotrigla Günther, 1860
- Geslacht Paraheminodus Kamohara, 1957 (door FishBase geplaatst onder familie Peristediidae)
- Geslacht Parapterygotrigla Matsubara, 1937 (geslacht wordt door FishBase niet erkend en plaatst leden in geslacht Pterygotrigla)
- Geslacht Peristedion Lacépède, 1801 (door FishBase geplaatst onder familie Peristediidae)
- Geslacht Prionotus Lacépède, 1801
- Geslacht Pterygotrigla Waite, 1899
- Geslacht Satyrichthys Kaup, 1873 (door FishBase geplaatst onder familie Peristediidae)
- Geslacht Trigla Linnaeus, 1758
- Geslacht Trigloporus Smith, 1934